# Ла Сена музикал
Ла Сена музикал (фр. La Seine Musicale) је музички и сценски центар који се налази на острву Сеген, острву на реци Сени између Булоњ Бијанкура и Севра, у западном предграђу Париза, у Француској.

## Догађаји
Ла Сена музикал је инаугурисан 22. априла 2017. концертом оркестра Инсула, којим је дириговао Лоренс Еквилби у дворани Патрик Девеђијан. Током недеље инаугурације дан раније, амерички фолк рок певач Боб Дилан био је први извођач који је одржао концерт на том месту, за који је изабрао сцену Велике Сене са 6000 места. Дана 8. децембра 2018. године, на том месту је одржан финални жреб ФИФА Светског првенства за жене 2019.
19. децембра 2021, Дечја песма Евровизије 2019. је одржана на сцени Велике Сене, највеће сцене у комплексу. То је био први пут да је Француска била домаћин тог такмичења и први Евровизијски догађај у Француској од Младих плесача Евровизије 1999. у Лијону.

## Изградња и објекти
У јулу 2009, за водећег архитекту координатора пројекта именован је Жан Нувел; иако су појединачне зграде накнадно наручене из низа међународних архитектонских пракси. Почетни комплекс зграда на острву отворен је у априлу 2017. године и пројектовао га је архитектонски тим Шигеру Бан и Жан де Гастинс.
Објекти укључују уздигнуто позориште у облику јајета, углавном за класичну музику, већу концертну дворану за поп звезде, собе за пробе за музичаре (Riffx Studios), сале за семинаре, центар за штампу, ресторане и велику башту на крову. Већи део струје који зграда користи се снабдева великим мобилним закривљеним соларним панелом који покрива мањи аудиторијум. Са четвртог спрата се пружа панорамски поглед на околину.
Капацитет седећих места у дворани Патрик-Девеђијан без појачања је 1150 места. Већа модуларна концертна дворана, Велика Сена на нижој надморској висини на острву, може да прими публику до 6000 људи.

## Занимљивости
На месту Ла сене музикал се некад налазила Реноова фабрика, која је служила као инспирација за фабрику из анимиране серије Код Лиоко.